# Маркова црква у Кастрату
Маркова црква у Кастрату, позната и као Касноантичка базилика или Латинска црква, налази се изнад ушћа Косанице и Топлице у насељу Кастрат код Куршумлије. Саграђена је за време византијског цара Јустинијана (527-565). Изнад базилике се налазио град-утврђење, касније назавн Марина кула. Базилика је дозидана у 12. веку. Представља непокретно културно добро као споменик културе.
Иако је била под заштитом државе, базилика је срушена од стране мештана, а камен је однет. Завод за заштиту споменика културе из Ниша је 1973. дозидао базилику до висине од 1,5 m и конзервисао је, тако да се може видети величина базилике и распоред просторија.